# 伊古桟橋

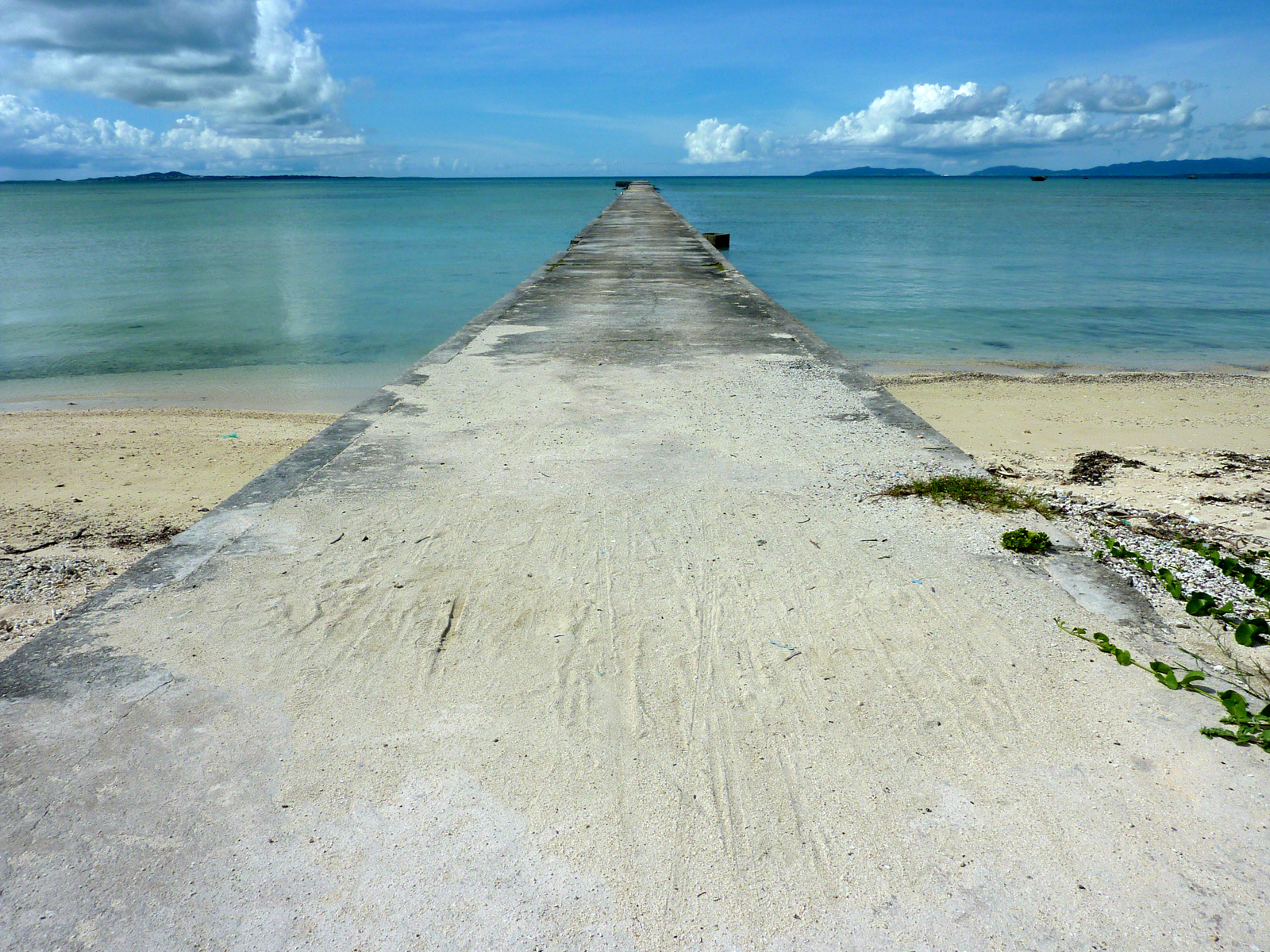
伊古桟橋

伊古桟橋（いこさんばし）は、沖縄県八重山郡竹富町字黒島地先にある桟橋である。2005年（平成17年）12月26日に国の登録有形文化財に登録されている。

## 概要
伊古集落から近い黒島の北岸で、現在の黒島港より東寄りに位置する。伊古集落で漁業で盛んだった頃は高い頻度で利用されていた。海岸は遠浅になっている。
最初の桟橋は、1924年（大正13年）に建設された木造の桟橋だったが、1933年（昭和8年）に台風で破壊され、1935年（昭和10年）に現存する桟橋が建設された。延長354m、幅員4.25m、高さ1.8mで、石積造及びコンクリート造で表面はモルタル塗とされている。
先端部分には4本の係船柱と荷置き場、荷揚げ場があり、かつては漁業に使用されていた。現在は桟橋としては使用されておらず、桟橋の途中に台風などによる2箇所の崩落箇所があるものの、現在でも先端まで行ける。
周辺には特にさまざまな種類の蝶が年間を通して多い。

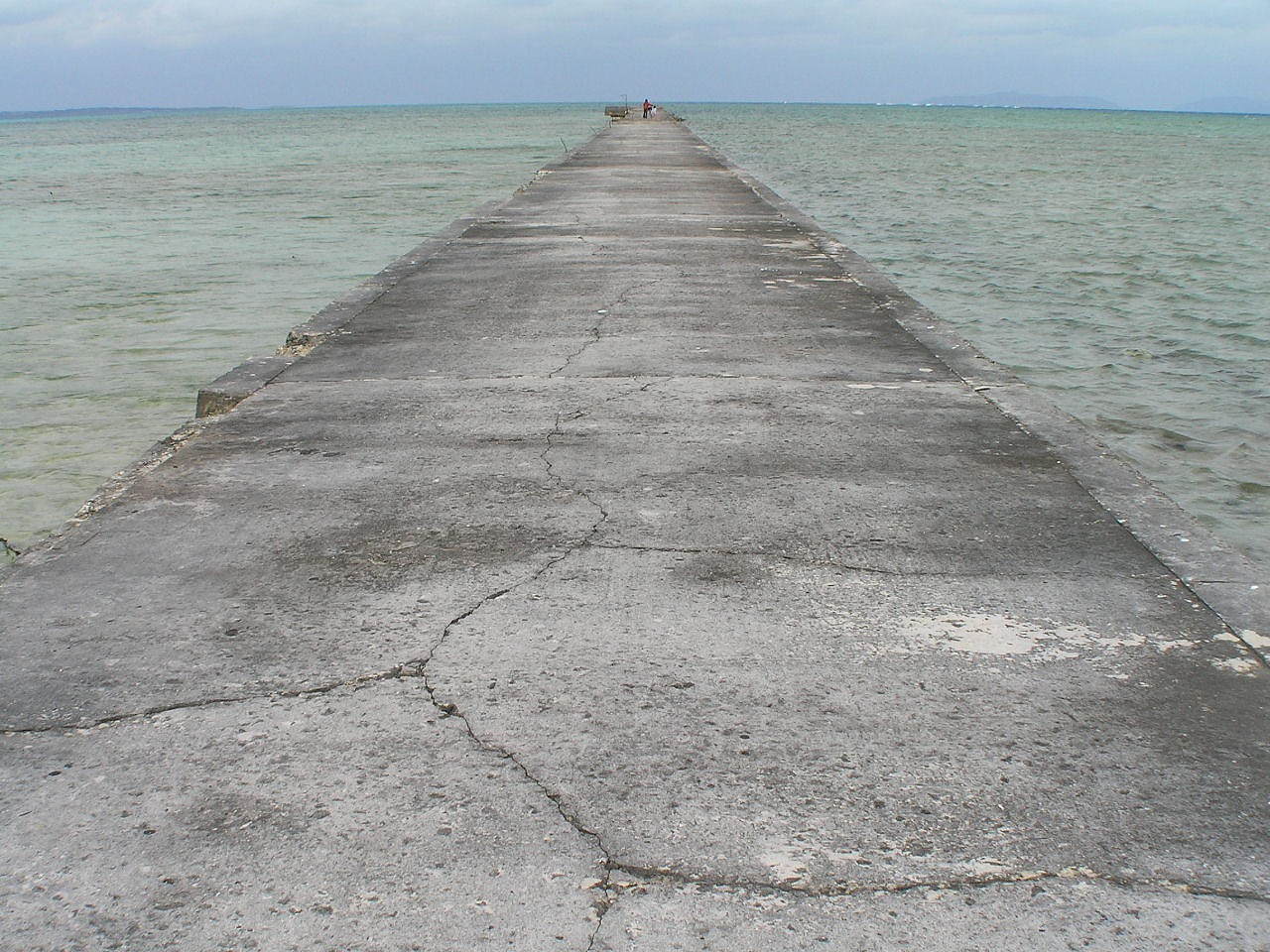
伊古桟橋
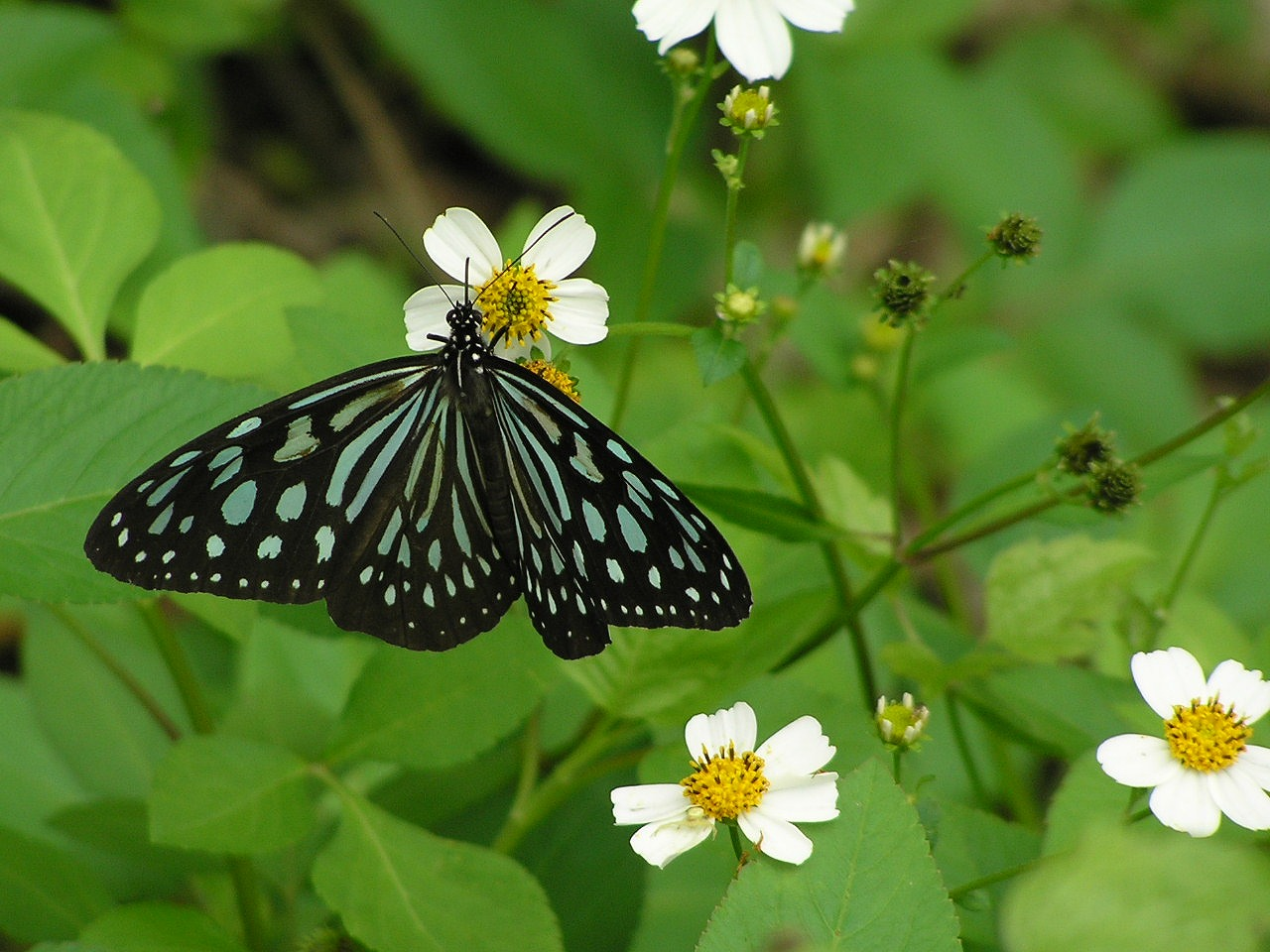
桟橋周辺には特に年間を通して多くの種類の蝶が見られる。

## 交通アクセス
- 黒島港から約2.2km。
- 東筋集落から約1km。
- 仲本集落から約3km[1]。

## 周辺情報
- 仲本海岸
- 黒島港
- 東筋集落
- 仲本集落
- 黒島灯台
- 黒島展望台